# James Pollock
James Pollock, född 11 september 1810 i Milton, Pennsylvania, död 19 april 1890 i Lock Haven, Pennsylvania, var en amerikansk statstjänsteman och politiker (whig). Han var ledamot av USA:s representanthus 1844–1849 och Pennsylvanias guvernör 1855–1858. Som direktör för det amerikanska myntverket United States Mint föreslog han år 1863 att amerikanska mynt skulle ge uttryck för nationens tro på Gud. Ett av Pollocks förslag var God, Our Trust som USA:s finansminister Salmon P. Chase omarbetade till In God We Trust.
Pollock gick i privatskola i Milton och utexaminerades 1831 från College of New Jersey (numera Princeton University). Sedan studerade han juridik och efter studierna gjorde han karriär i Pennsylvania, först som advokat och senare som domare. Pollock fyllnadsvaldes 1844 till representanthuset efter att Henry Frick hade avlidit i ämbetet. Pollock omvaldes i 1844 och 1846 års kongressval men ställde inte upp i kongressvalet 1848.
Pollock efterträdde 1855 William Bigler som guvernör och efterträddes 1858 av William F. Packer. Under hans mandatperiod privatiserades delstatens egendom, inte minst kanaler som hade visat sig dyrbara. Beslut fattades om att grunda Farmer's High School, en institution som senare utvecklades till Pennsylvania State University och om att köpa Pennsylvanias första officiella guvernörsresidens. Adressen var 111 South Second Street i Harrisburg; efterföljaren Packer fick flytta dit efter sitt ämbetstillträde. Pollock och hans företrädare hade alla fått köpa eller hyra en guvernörsresidens.
President Abraham Lincoln utnämnde Pollock år 1861 till direktör för United States Mint. Pollock var en troende presbyterian som härstammade från Ulsters skottar. Under amerikanska inbördeskriget kom han sedan med det historiska förslaget att gudstron skulle stå på USA:s mynt. Pollock efterträddes 1866 av William Millward. Han återkom som direktör för United States Mint år 1869 efter att ha blivit utnämnd till ämbetet av Ulysses S. Grant. År 1873 efterträddes sedan Pollock av Henry Linderman. Efter tiden som chef för myntverket arbetade Pollock för tullväsendet och var federal chefsövervakare för mellanårsval i USA 1886. År 1890 avled han i Lock Haven och gravsattes på Milton Cemetery i Milton där han var född.